# Escrime à l'Universiade d'été de 2015
Pour des articles plus généraux, voir Escrime aux Universiades et Universiade d'été de 2015.
Navigation
2013 2017
Les épreuves d'escrime de l'Universiade d'été de 2015 se déroulent au Kim Dae-jung Convention Center, à Gwangju, en Corée du Sud, du 4 au 9 juillet 2015. 12 titres sont attribués, un pour chaque arme, individuelle et par équipes. La France est la nation la plus médaillée avec onze médailles : huit en or, deux en argent et une bronze. 

## Calendrier
| Pictogramme Escrime | Pictogramme Escrime | Pictogramme Escrime | 2      | 2      | 2      | 2      | 2      | 2      |
| Épée individuelle   | Épée individuelle   | Épée individuelle   | Femmes | Hommes |        |        |        |        |
| Sabre individuel    | Sabre individuel    | Sabre individuel    | Hommes |        | Femmes |        |        |        |
| Fleuret individuel  | Fleuret individuel  | Fleuret individuel  |        | Femmes | Hommes |        |        |        |
| Épée par équipes    | Épée par équipes    | Épée par équipes    |        |        |        | Femmes | Hommes |        |
| Sabre par équipes   | Sabre par équipes   | Sabre par équipes   |        |        |        | Hommes |        | Femmes |
| Fleuret par équipes | Fleuret par équipes | Fleuret par équipes |        |        |        |        | Femmes | Hommes |

|  | Jour de compétition |

## Résultats

### Podiums masculins
| Épreuve             | Or                                                                                        | Argent                                                                        | Bronze                                                                         |
| ------------------- | ----------------------------------------------------------------------------------------- | ----------------------------------------------------------------------------- | ------------------------------------------------------------------------------ |
| Épée individuel     | Yannick Borel                                                                             | Virgile Marchal                                                               | Jung Tae-seung Daniel Berta                                                    |
| Sabre individuel    | Song Jun-hun                                                                              | Dmitriy Danilenko                                                             | Leonardo Affede Ferenc Valkai                                                  |
| Fleuret individuel  | Maximilien Chastanet                                                                      | Alexander Pivovarov                                                           | Kwak Jun-hyuk Martino Minuto                                                   |
| Épée par équipes    | France- Alex Fava - Erwan Fonson - Virgile Marchal - Yannick Borel                        | Ukraine- Valeriy Zharskyy - Volodymyr Stankevych - Yan Sych - Yuriy Taranenko | Italie- Andrea Baroglio - Lorenzo Bruttink - Lorenzo Buzzi - Luca Ferraris     |
| Sabre par équipes   | France- Arthur Zatko - Fabien Ballorca - Maxence Lambert - Tom Seitz                      | Ukraine- Bohdan Platonov - Dmytro Raskosov - Yevhen Statsenko - Yuriy Tsap    | Corée du Sud- Chung Ho-jin - Kang Min-kyu - Park Jun-yeong - Song Jun-hun      |
| Fleuret par équipes | France- Baptiste Mourrain - Jean-Paul Tony-Helissey - Maxime Pauty - Maximilien Chastanet | Corée du Sud- Kwak Chang-woo - Kwak Jun-hyuk - Park Jun-young - Song Jaek-wan | Italie- Alessandro Paroli - Francesco Trani - Saverio Schiavone - Tobia Biondo |

### Podiums féminins
| Épreuve             | Or                                                                                  | Argent                                                                                | Bronze                                                                                |
| ------------------- | ----------------------------------------------------------------------------------- | ------------------------------------------------------------------------------------- | ------------------------------------------------------------------------------------- |
| Epée individuel     | Laurence Épée                                                                       | Victoria Kuzmenkova                                                                   | Yulia Lichagina Nelli Paju                                                            |
| Sabre individuel    | Anna Bashta                                                                         | Kim Seon-hee                                                                          | Marta Puda Adrienne Jarocki                                                           |
| Fleuret individuel  | Jéromine Mpah-Njanga                                                                | Svetlana Tripapina                                                                    | Hong Hyo-jin Kristina Novalin'ska                                                     |
| Épée par équipes    | France- Amélie Awong - Laurence Épée - Hélène Ngom - Joséphine Jacques-André-Coquin | Russie- Alena Komarova - Elena Shasharina - Yulia Lichagina - Victoria Kuzmenkova     | États-Unis- Amanda Sirico - Danielle Henderson - Jessie Radanovich - Nina Van Loon    |
| Sabre par équipes   | Corée du Sud- Choi Shin-hui - Choi Soo-yeon - Kim Ha-eun - Kim Seon-hee             | Russie- Alexandra Shatalova - Anna Bashta - Evgeniia Karbolina - Alina Meshcheriakova | France- Béline Boulay - Marion Stoltz - Sara Balzer - Mathilda Agralissoum            |
| Fleuret par équipes | Italie- Beatrice Monaco - Camilla Mancini - Francesca Palumbo - Olga Calissi        | France- Flora Tran - Jéromine Mpah-Njanga - Maeva Rancurel - Julie Huin               | Russie- Kristina Novalin'ska - Leyla Pirieva - Oxana Progrebnyak - Svetlana Tripapina |

## Tableau des médailles
| Rang  | Nation       | Or | Argent | Bronze | Total |
| ----- | ------------ | -- | ------ | ------ | ----- |
| 1     | France       | 8  | 2      | 1      | 11    |
| 2     | Corée du Sud | 2  | 2      | 4      | 8     |
| 3     | Russie       | 1  | 6      | 3      | 10    |
| 4     | Italie       | 1  | 0      | 3      | 4     |
| 5     | Ukraine      | 0  | 2      | 0      | 2     |
| 6     | Hongrie      | 0  | 0      | 2      | 2     |
| 6     | États-Unis   | 0  | 0      | 2      | 2     |
| 7     | Estonie      | 0  | 0      | 1      | 1     |
| 7     | Pologne      | 0  | 0      | 1      | 1     |
| 7     | Turquie      | 0  | 0      | 1      | 1     |
| Total | Total        | 12 | 12     | 18     | 42    |